# Молта (Ајдахо)
Молта (енгл. Malta) град је у америчкој савезној држави Ајдахо.

## Демографија
По попису из 2010. године број становника је 193, што је 16 (9,0%) становника више него 2000. године.
| Група             | 2000.       | 2010.       |
| Белци             | 174 (98,3%) | 165 (85,5%) |
| Афроамериканци    | 0 (0,0%)    | 0 (0,0%)    |
| Азијати           | 0 (0,0%)    | 0 (0,0%)    |
| Хиспаноамериканци | 0 (0,0%)    | 28 (14,5%)  |
| Укупно            | 177         | 193         |